# Édith Cresson
Édith Cresson, ursprungligen Édith Campion, född 27 januari 1934 i Boulogne-Billancourt, Hauts-de-Seine, är en fransk socialistisk politiker. Hon var Frankrikes premiärminister 1991–1992 och EU-kommissionär 1995–1999.

## Biografi
Cresson har en doktorsexamen i demografi från HEC Paris. Hon valdes in i Europaparlamentet 1979 och i Nationalförsamlingen 1981, samt omvaldes till den senare 1986 och 1988. Under 1980-talet innehade hon en rad ministerposter: jordbruksminister 1981–1983, minister för turism och utrikeshandel 1983–1984, minister för industriell omstrukturering och utrikeshandel 1984–1986 och Europaminister 1988–1990.
Den 15 maj 1991 utsågs hon till premiärminister av presidenten François Mitterrand. Hon blev dock snabbt impopulär bland väljarna och fick lämna sin post efter mindre än ett år, efter socialistiska partiets dåliga resultat i lokalvalen 1992.
Cresson var EU-kommissionär under åren 1995–1999 och ansvarade för forskning, utveckling, vetenskap, EU:s forskningscenter, utbildning och ungdomsfrågor. Hon anklagades för korruption, och dessa anklagelser mot henne var den huvudsakliga orsaken till Santer-kommissionens fall 1999.
Cresson var mycket kritisk mot de "anglosaxiska" länderna och fördömde ofta folket och kulturen i andra länder. Hon sade en gång att 25 procent av invånarna i USA, Storbritannien och Tyskland var homosexuella, och att det inte kunde vara så i Frankrike. I hennes starka kritik av den japanska handeln använde hon också en skarp retorik som några hävdade gränsade till rasism.